# Гипоксантин
Гипоксантин (англ. hypoxanthine) — природное производное азотистого основания пурина. Иногда встречается в составе нуклеиновых кислот, где присутствует в антикодоне тРНК в форме нуклеозида инозина. Имеет таутомер, носящий название 6-оксопурин.

## Реакции
Гипоксантин образуется восстановлением ксантина ферментом ксантин оксидоредуктазой.
Гипоксантин-гуанин фосфорибозилтрансфераза превращает гипоксантин в IMP (инозина монофосфофат).
Гипоксантин также является продуктом спонтанного дезаминирования аденина, ввиду того, что гипоксантин похож по структуре на гуанин, такое дезаминирование может привести к ошибке в транскрипции или репликации. Связывается с цитозином в водородных связях